# Segona campanya d'Archinard
La segona campanya d'Archinard al territori de l'Alt Senegal preparada el 1889 i realitzada el 1890, va permetre als francesos la conquesta de Ségou.
Archinard havia anat a França a discutir la campanya amb el govern però el setembre tornava a ser a Kayes, la capital del territori; portava carta blanca per actuar contra Ahmadu Tall. Archinard va oferir llavors a Ahmadu un tractat fronterer però aquest va rebutjar al·legant que els francesos estaven en territoris que no eren seus. La guerra fou doncs declarada aprofitant que Samori Turé estava ocupat fent la guerra contra Tieba de Sikasso. Archinard va decidir atacar Ségou en lloc de Kaarta que era la província més propera. Esperava que aïllat a Kaarta, els tuculors de Nioro es revoltarien contra Ahmadu i a més la presència francesa a la vora del Níger allunyaria tot intent de Samori d'acostar-se a aquesta zona. El comandant general planejava ocupar Ségou per instal·lar al poder a caps favorables a França i hostils a Samori.

## Conquesta de Ségou
Al febrer de 1890 el cos expedicionari francès es va concentrar a Lontou, prop de Médine. El formaven 742 homes dels quals 103 europeus i 818 auxiliars (portadors, guies etc.); l'estat major el formaven el capità Bonnier, el capità Briquelot, el tinent Valenlin i el capità indígena Mahmadou-Racine; la cavalleria estava formada per mig esquadró de spahis senegalesos amb 30 homes i dos oficials; l'artilleria anava manada pel capità Ruaull, amb els capitans Baudot i Underberg i el tinent Hugot; la infanteria anava dirigida pel tinent Tavernier i la formava un escamot de 20 homes; els tiradors senegalesos estaven dividits en tres companyies, la 3a sota el capità Launay i els tinents Lucciardi, Marchand, Sansarric i Salvat; la 7a sota el capità Hugueny, els tinents Chrétien i Spitzer; i la 8a sota el capità Sarrazin i el tinent Lagarde; a més hi havia dos companyies auxiliars de tiradors, una sota el capità Mangin i els tinents Morin i Levasseur i el tinent indígena Alakamessa; i l'altre sota el tinent Baudot. El servei sanitari estava confiat als doctors Grall i Crozat. El contingent estava plenament equipat per una campanya que es podia perllongar al temps de pluges. Acompanyaven a l'expedició contingents bambares aliats i un petit exèrcit aixecat per Mari Diara, hereu dels antics reis de Ségou, amb un miler d'homes en total (338 cavallers).
La columna va sortir el 15 de febrer cap a Bamako; des d'allí va baixar pel riu Níger i va arribar a Ségou en 44 dies (abril). La ciutat estava rodejada d'una muralla en cremallera darrere de la qual dues torres, la mesquita i el diomfoutou de Madani. El 6 d'abril al matí l'artilleria va obrir foc mentre la infanteria creuava el Níger amb piragües però abans de l'assalt van saber pels somonos que Madani acabava de fugir. Els francesos van penetrar sense oposició ocupant els diomfoutous de Madani, d'Ahmadu Tall i d'Al-Hadjdj Umar (en aquest darrer hi havia el tresor del sultà), capturant l'harem de Madani i a un altre dels fills d'Ahmadu Tall. No hi va haver cap mort ni ferit pel costat francès.
Madani havia fugit de Ségou i s'havia refugiat a Scienso. Allà el va atrapar un cap de l'exèrcit de Mari Diara i en l'enfrontament Madani va perdre molts homes però va aconseguir escapar altre cop amb un centenar de cavallers. La regió de Markadougou es va sotmetre. Archinard va entregar el poder de Ségou a Mari Diara de la dinastia dels Diara que havia governat fins uns anys abans a Ségou i conservava el poder en algunes zones; al faama (rei) Bodian de la família dels Massassis, se li va atorgar un petit estat a l'entorn de Nango. Un resident francès (amb seu a Ségou) supervisaria de manera permanent a aquests dos caps, amb una guarnició de 27 homes i 3 canons; el primer resident fou el capità Underberg.

## Conquesta d'Ouossébougou
Després de l'èxit de la conquesta de Ségou, Archinard, per donar satisfacció als bambares, va decidir conquerir la fortalesa d'Ouossébougou, posició avançada dels tuculors a la frontera amb el Bélédougou. Va sortir de Ségou amb una columna lleugera passant per un territori amb poca aigua; anaven una companyia de tiradors (manada pel capità Launay), dos companyies d'auxiliars i una secció de spahis, en total 27 europeus i 275 indígenes, a més de contingents bambares formats per un miler de cavallers i dos o tres mil infants. La tata d'Ouossébougou, qui enllaçava Ségou amb Nioro, estava formada per un recinte en pla, amb un diomfoutou d'accés difícil; els seus defensors estaven acostumats al saqueig. El 25 d'abril a les 8 del matí, els francesos van arribar a la vista de la tata i van començar a obrir foc d'artilleria, preparant mentre l'assalt que ferien al davant els tiradors auxiliars, després els bambares i en reserva la companyia de Launay; l'assalt a la fortalesa es va iniciar a les 5 de la tarda; els tiradors auxiliars van penetrar per les bretxes manats pel tinent Levasseur, trobant una defensa acarnissada; tots els europeus foren morts o ferits, incloent Levaseur (ferit greu) i el capità Magin (mort quan intentava ajudar al tinent); la resistència fou tenaç, casa per casa; el tinent Lucciardi va poder entrar al diomfoutou però no va poder progressar; els bambares van començar a retrocedir i els va entrar el pànic; la reserva va haver d'intervenir; a la nit el combat es va aturar; durant la nit el capita Baudot va iniciar un bombardeig artiller i a les tres de la matinada els defensors van intentar una sortida que fou rebutjada per la companyia de Launay. El dia 26 d'abril a l'alba, l'artilleria va començar a bombardejar el diomfoutou i la rodalia buscant obrir una segona bretxa; circulen notícies que una força tuculor es troba propera i marxa per ajudar al defensors (però de fet elements profrancesos els van enganar i finalment van restar immòbils). Una arenga als bambares reproduïda pels recitadors i cantants va precedir l'atac que els bambares van realitzar ara amb més fúria, dividits en dos columnes (Mourdia i Dampfa), aconseguint prendre nombroses cases tot i la resistència dels tuculors (fins i tot les dones); finalment el cap dels defensors, Bandiougou Diara, va fer explotar el diomfoutou, morint en l'explosió junt amb uns quants defensors. Llavors la resistència es va aturar; els francesos van tenir 15 morts i 82 ferits. Archinard va entregar Ouossébougou al cap bambara de Digna a qui antigament havia pertangut.
Archinard va oferir llavors la pau a Ahmadu Tall i en prova de bona voluntat va enviar als presoners en un comboi al seu país d'origen, el Futa al Senegal (d'on havien sortit seguint a al-Hadjdj Umar, escortats pel capità Mahmadou-Racine. Amb la resta de les tropes va prendre el camí de Kayes on va arribar el 25 de maig, si bé pel camí va ser fustigat per guerrers d'Ahmadu.

## Nova dinastia a Ségou
Mari Diara de Ségu no estava satisfet amb la situació, perquè no volia compatir el poder amb els francesos ni amb els Massassis de Nango; durant el mes de maig va preparar una conjura per assassinar al resident Underberg, però fou descoberta. Archinard fou informat en arribar a Kayes i va enviar reforços a Ségou sota el tinent Spitze; Mari Diara fou arrestat i deposat i substituït per Bodian de Nango (29 de maig de 1890).

## Conflicte de Koniakary
Ahmadou no va agrair la mostra de suposada bona voluntat d'Archinard; reforçat per centenars dels seus partidaris de Ségou que havien abandonat la ciutat per posar-se al seu servei, va formar diverses bandes; una d'elles anava manada per un dels seus caps de confiança i va sorprendre prop de Talaari el tren que portava de Bafoulabé à Médine a una part de l'harem capturat a Ségou (31 de maig de 1890), però els soldats que anaven als vagons van rebutjar als atacants; l'endemà (1 de juny) els tuculors van atacar Bafoulabé; el capità Odent, comandant del lloc, va respondre amb energia però va demanar reforços a Kayes des d'on li van ser enviats 150 homes i dos canons sota comandament del capità Ruault, que va fer el trajecte Kayes Bafoulabé en un dia, arribant just a temps per contribuir a rebutjar als atacants que eren uns 1200 i als que Rault va perseguir fins al gué de Kalé, a la vora del Bakhoy, on els tuculors es van fer forts i van contraatacar; Ruault va rebutjar diversos atacs, però l'endemà al matí havia gairebé esgotat les municions així que va ordenar una carrega que va fer fugir als tuculors que a més tenien prop a l'escamot del tinent Salvat; els tuculors van voler travessar el riu però molts es van ofegar o foren massacrats pels francesos en un congost proper. Les baixes franceses foren de 6 homes morts i 36 ferits (incloent el capita Raualt i els tinents Lagarde i Salvat).
Uns dies després, el 6 de juny, el cap del Diombikho, que era un altre lloctinent d'Ahmadu Tall, va atacar i cremar el poble de Diala, però fou rebutjat cap a Nioro. El país de Guidimakha es va sotmetre al cap de pocs dies. Però instigats per Ahmadu, tota la regió al nord de Kayes estava agitada; els treballadors negres del ferrocarril es van revoltar i van destruir la línia uns quants kilòmetres, cremant les plataformes, els vagons i els postes telegràfics.
Es van produir diversos enfrontaments en un dels quals els francesos van tindre 43 baixes (entre morts i ferits) d'una força de 145 homes. Archinard va decidir respondre amb energia, va reprendre l'ofensiva i va marxar contra Koniakary (14 de juny), que fou ocupada el 16 de juny, després que els defensors es van retirar sense combatre; allí va crear una posició militar; els tuculors, desconcertats, es van retirar cap a Kaarta. La tata de Koniakary estava sencera i algunes obres franceses el va posar a cobert de tot atac; fou armat amb dos canons i posat sota el comandament del tinent Valentin amb un sotstinent i un metge militar; la guarnició la formaven un sergent europeu i quaranta tiradors indígenes amb 400 cartutxos cadascun. Yamadou, rei del Khasso, a qui havia pertangut el lloc i al qual se li va retornar, i muntava guàrdia amb 400 guerrers.
L'agost es va saber que Ahmadu havia jurat reconquerir Koniakary o morir; comptava amb l'estació de pluges que ferien els camins impracticables i impedirien als francesos ajudar la posició. Va enviar les seves forces a Kolomé i els seus principals guerrers van jurar sota l'alcorà d'atacar en persona els murs de la tata. Ahmadu va sortir de Nioro amb els seus caps militars i els seus caps talibes més coneguts, tres dels seus fills, quatre dels seus germans i 4.000 tuculors, que van augmentar pels reclutats per arreu on passaven fins a arribar als deu mil homes. Els soldats vivien del terreny i no deixaven de saquejar i cremar els llogarets de la regió.
Les pluges de l'estiu havien deixat efectivament aïllada la posició de Koniakary i Ahmadu s'hi acostava; el 8 de setembre va iniciar l'atac a Koniakary. Valentin va rebutjar aquest primer atac amb l'ajut dels dos canons que van impedir als assaltants arribar a les muralles. Després de tres hores els atacants es van haver de retirar en desordre, deixant 30 morts i nombrosos ferits. Ahmadu que s'havia quedat a Kolomé, va restar dos dies tancat sense voler rebre ningú i després es va retirar a Nioro. Després d'això els caps de les províncies de Kaarta van començar en secreta a demanar el protectorat francès.